# Rodrigo Pastorini
Rodrigo Pastorini, vollständiger Name Rodrigo Pastorini de León, (* 4. März 1990 in Florida) ist ein uruguayischer Fußballspieler.

## Karriere

### Verein
Pastorini begann als Sechsjähriger mit dem Fußballspielen beim Club Atlético Florida. Im Alter von 15 Jahren wechselte er nach Montevideo zum Danubio FC. Der nach Angaben seines Vereins 1,85 Meter große Offensivakteur Pastorini stand mindestens seit der Apertura 2008 im Erstligakader des Danubio FC. In der Spielzeit 2009/10 sind dort 15 Ligaeinsätze für ihn verzeichnet. Anfang Januar 2011 schloss er sich Peñarol Montevideo an. In der Saison 2010/11 bestritt er drei Ligaspiele und schoss ein Tor. Für die Folgespielzeit werden ebenfalls drei Partien mit seiner Mitwirkung – allerdings ohne Torerfolg – bei den Aurinegros in der Primera División geführt. Im Januar 2012 wechselte er für ein halbes Jahr auf Leihbasis zum Ligakonkurrenten Racing. Bis zum Abschluss der Saison erzielte er dort acht Treffer bei 13 Ligaeinsätzen. Nach seiner Rückkehr zu Peñarol Mitte 2012 wurde er in der nachfolgenden Spielzeit 2012/13, in der sein Team den Landesmeistertitel gewann, lediglich zweimal in der Liga aufgestellt (kein Tor). Im Juli 2013 verließ er Peñarol erneut und schloss sich den Montevideo Wanderers an. In einer äußerst erfolgreichen Saison bei den Bohemios, in der man nach der Apertura den vierten Platz belegte, anschließend die Clausura gewann und schließlich Vizemeister wurde, kam er in 32 Erstligapartien zum Einsatz und traf elfmal ins gegnerische Tor. Auch bestritt er die beiden Begegnungen des Vereins in der Copa Sudamericana 2013, in der die Montevideaner in der ersten Runde am paraguayischen Vertreter Club Libertad scheiterten.
Am 3. September 2014 wechselte Pastorini in die rumänische Liga 1 zu Petrolul Ploiești. Für Petrolul debütierte er am 15. September 2014 beim 1:1-Unentschieden gegen Pandurii Târgu Jiu. Insgesamt lief er in der Saison 2014/15 16-mal (kein Tor) für die Rumänen in der Liga auf. Mitte Juni 2015 schloss er sich dem mexikanischen Klub Murciélagos FC an. Dort absolvierte er 20 Partien (ein Tor) in der Primera A und acht Spiele (ein Tor) in der Copa México. Anfang Juli 2016 wurde er an die Santiago Wanderers ausgeliehen. Bislang (Stand: 2. März 2017) wurde er bei den Chilenen in zwölf Erstligaspielen (kein Tor) eingesetzt.

### Nationalmannschaft
Pastorini war Mitglied der von Ángel Castelnoble trainierten uruguayischen U-15-Auswahl, die bei der U-15-Südamerikameisterschaft 2005 in Bolivien teilnahm. Er gehörte dem Kader der uruguayischen U-17-Auswahl an, die bei der U-17-Südamerikameisterschaft in Ecuador antrat.

### Erfolge
- Uruguayischer Meister 2012/13
- Clausura 2014 (Primera División, Uruguay)